# 프랜시스 스티븐 캐리

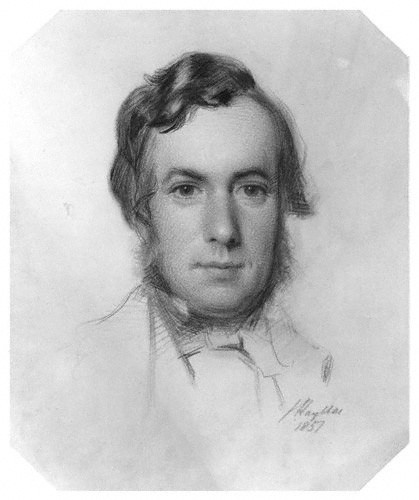
초상화

프란시스 스티븐 캐리(Francis Stephen Cary)는 헨리 사스(Henry Sass)를 사스(Sass)미술학원을 이어받은 영국의 화가 겸 미술 교사이다. 그의 주제 가운데에는 찰스 램(Charles Lamb)과 메리 램(Mary Lam)의 초상화가있다.

## 같이 보기
- 존 매튜 구치(John Mathew Gutch)